# Или (Невада)
И́ли (англ. Ely) — крупный город и окружной центр  округа Уайт-Пайн, штат Невада, США. В отличие от других городов расположенных по магистрали US-50, горнодобывающий бум, превративший Или в шахтёрский город, наступает позже, с открытием в 1906 году залежей меди. Со временем, железные дороги соединяющие Первую трансконтинентальную железную дорогу с шахтами в Юрике и Остине были разобраны, участок же к Или сохранился, став исторической железной дорогой с историческим подвижным составом — «Поезд-призрак старого Или».

## История
Первоначально появившись на месте транспортной станции, с обнаружением в 1906 году залежей меди Или становится шахтёрским городом, с расположенными в нём горнодобывающими компаниями, самой известной из которых была Кеннекоутт (англ. The Kennecott Copper Company). 
В середине 1970-х годов, в связи с обвалом рынка меди и банкротства Кеннекоутт, добыча меди временно прекращается. Дальнейшее развитие города связано с распространением кучного выщелачивания руд благородных металлов с использованием цианирования с целью получения золота.
Золотые рудники поддерживали Или в 1980-1990-х годах, до момента возрождения медной горной промышленности.

## Достопримечательности
Или является крупным туристическим центром округа.
- Музей Северной железной дороги Невады 39°15′33″ с. ш. 114°52′06″ з. д.HGЯO — музей, расположенный на Ист-Или-Ярдс, части бывшей Невадской северной дороги. Занесён в реестр исторических мест США как The Nevada Northern Railway East Ely Yards and Shops (англ. ). 27 сентября 2006 года признан историческим памятником США. Музейная коллекция включает три паровоза, электровозы и несколько тепловозов[5].
- Построенный в 1929 году шестиэтажный отель Hotel Nevada.
- Silver State Classic Challenge — ежегодные гонки, которые проводятся с 25 сентября 1988 года на участке 140 км на шоссе SR 318 [6].

|                          |                      |              |              |
| Центральная часть города | Уличная фреска в Или | Отель Невада | Депо Ист Или |

## Демография
По переписи 2010 года население Или составляло 4255 человек. Расовый состав: белые — 78,9%; афроамериканцы — 0,66%; индейцы — 3,8%; азиаты — 0,91%; гавайцы и жители Океании — 0,09%; прочие расы — 0,09%; указавшие две или более расы — 1,46%. Доля «испаноязычных или латиноамериканцев» составила 14,1%
Половозрастной состав. В городе проживало 23,2% людей до 18 лет и 17,2% от 65 лет. Средний возраст жителей Или — 42,8 года .